# Vetxe

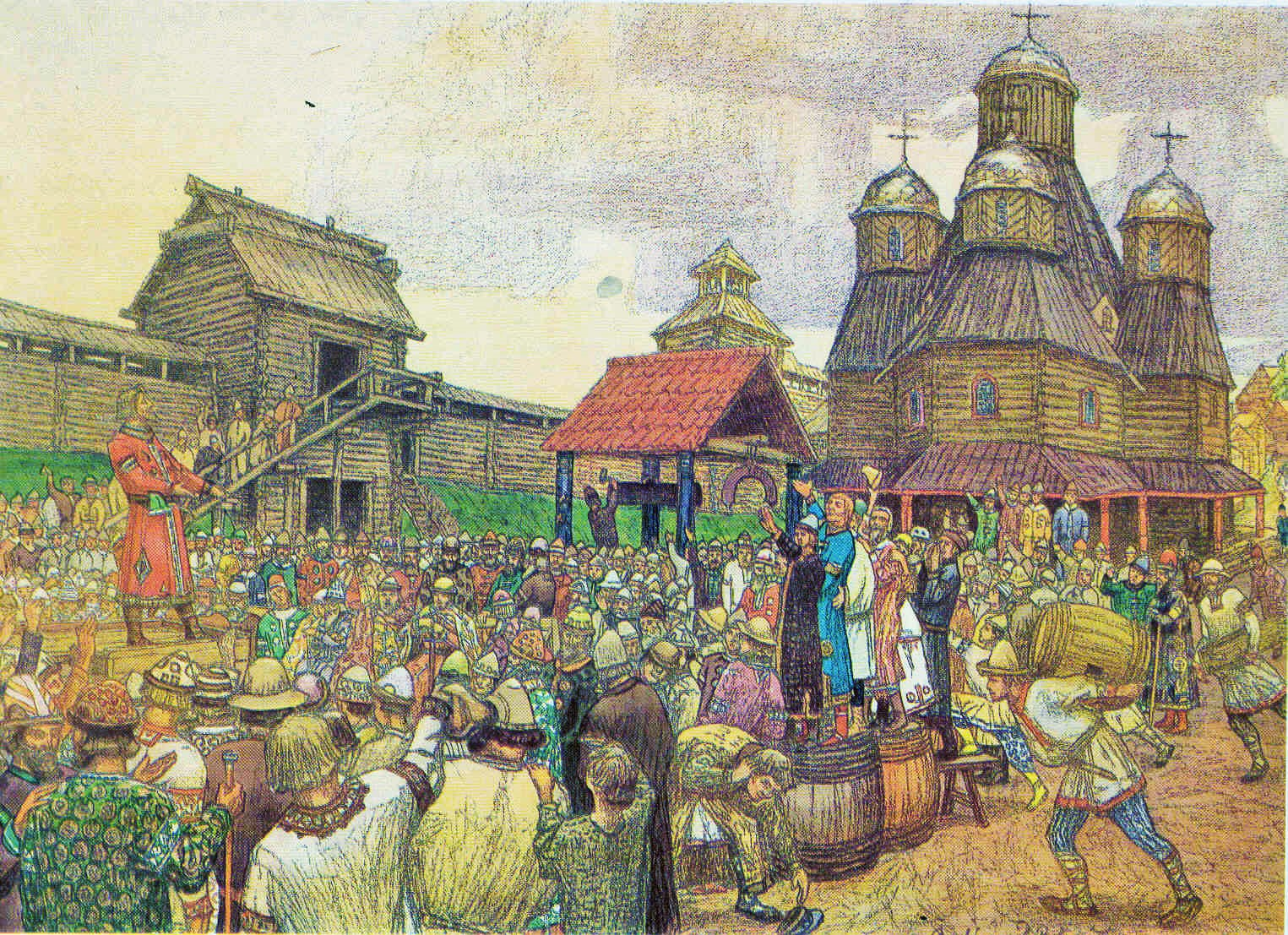
Pskov vetxe, de Víktor Vasnetsov

Vetxe (rus: вече, polonès: wiec, ucraïnès: віче) va ser una assemblea popular dels pobles eslaus en l'època medieval, sovint comparada amb els parlaments. El vetxe també pot ser comparat amb l'Ekklesia d'Atenes i d'altres polis de l'antiga Grècia. A la ciutat de Nóvgorod, on el vetxe va adquirir el major protagonisme, era molt similar a la thing nòrdic o al suís landsgemeinde. La paraula deriva de l'arrel protoeslava větje, que significa «consell» o «parlar». La derivació semàntica que dona el significat a la paraula és paral·lela a la de la paraula «parlament».

## Rus de Kíev
Es creu que el vetxe dels eslaus orientals es va originar en les assemblees tribals d'Europa de l'Est, és a dir, abans de la Rus' de Kíev. No és clar si va tenir un desenvolupament totalment eslau o si es va basar en el model de la Thing varega.
Les primeres mencions al vetxe en cròniques d'Europa Oriental apareixen el 997 a Bèlgorod Kíevski, el 1016, en la República de Nóvgorod, i el 1068, a Kíev. Les assemblees discutien assumptes de guerra i de pau, adoptaven lleis, i instaven i expulsaven líders. A Kíev, el vetxe es convocava enfront de la catedral de Santa Sofia de Kíev. A Ucraïna els viche de les ciutats eren simplement reunions dels membres de la comunitat per informar els esdeveniments importants (vich-na-vich, ull a ull), i assolir una planificació col·lectiva per al futur proper.

## Repúbliques de Nóvgorod i Pskov

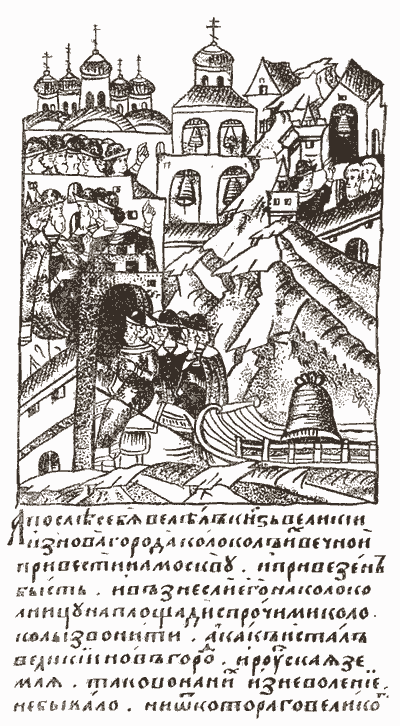
Remoció de la campana del vetxe de Nóvgorod a Moscou el 1478

El vetxe fou la més alta autoritat judicial i poder legislatiu en la República de Nóvgorod fins al 1478, quan la ciutat va ser conquistada pel Gran Príncep Ivan III de Moscou (1462-1505). El seu «germà menor», Pskov, va continuar amb els vetxes fins al 1510, quan la ciutat va ser presa pel Gran Príncep Basili III (1505-1533).
L'erudició tradicional argumenta que una sèrie de reformes el 1410 van transformar el vetxe en alguna cosa similar a les assemblees públiques de Venècia; es va convertir en la Cambra dels comuns o cambra baixa del parlament. També es va crear un concili de Senyors (sovet gospod) semblant a un Senat, amb la incorporació de títols als antics magistrats (possàdnik i tissiatski). Algunes fonts indiquen que aquests membres del vetxe es van convertir en magistrats a temps complet, i que els diputats del parlament eren anomenats véchniki. Alguns acadèmics posen en dubte aquesta interpretació.
És possible que l'assemblea de Nóvgorod fos convocada per algú que tocava una campana, encara que en el procediment comú podria haver estat més complex. Tota la població de la ciutat —boiars, comerciants i ciutadans normals— es reunia a la cort de Iaroslav, o enfront de Santa Sofia, anomenada Vladýchnoe vetxe —el vetxe de l'arquebisbe—, ja que l'assemblea es convocava enfront a la catedral. La campana dels vetxes era un símbol de la sobirania i llibertat de la República, i per aquest motiu Ivan III de Moscou va portar la campana del vetxe a Moscou quan va prendre el control de Nóvgorod, per demostrar que l'antiga sobirania de la ciutat havia estat anul·lada.
Podien celebrar-se assemblees separades en els municipis (kontsý) o «finals» a Nóvgorod. El vetxe de la República de Pskov es reunia en la cort de la catedral de la Trinitat de Pskov. Va romandre actiu fins al 1510, quan la ciutat va ser presa pel Gran Príncep Basili III de Moscou (1505-1533).

## Polònia

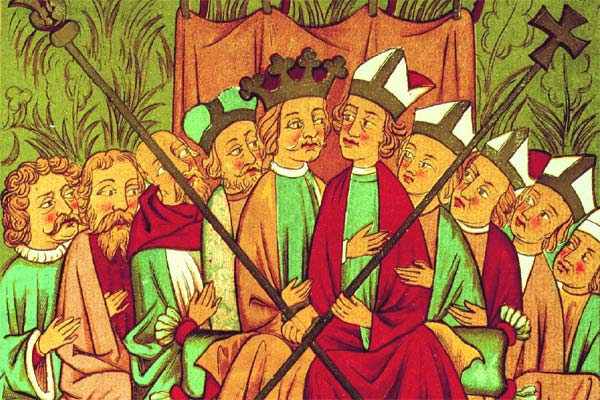
Una wiec durant el regnat de Casimir III (que va regnar de 1333 fins al 1370)

Els vetxes, coneguts a Polònia com a wiece, ja existien abans del començament de l'estat polonès al Regne de Polònia. Els primers es van celebrar per la gent gran i líders, i posteriorment es van obrir a tots els homes lliures, a la fi d'aconseguir un debat més ampli.
Un dels principals tipus de wiec va ser el convocat per triar un nou governant. Segons les cròniques de Gallus Anonymus, el llegendari primer líder de Polònia, Siemowit, va ser triat per una wiec. El privilegi elecció es limitava en general a les elits, que en els darrers anys va prendre la forma dels nobles més poderosos (magnats, prínceps) o funcionaris, fortament influenciats per les tradicions del governant local. Els segles XII o XIII, la institució wiec va limitar la participació a només nobles i funcionaris. Les reunions a nivell nacional dels wiece el 1306 i el 1310 poden considerar-se com a precursors del Parlament polonès, el Sejm.